# Pierre-Luc-Charles Cicéri
Pierre-Luc-Charles Cicéri (Saint-Cloud, 17 de agosto de 1782-Saint-Chéron, 22 de agosto de 1868) fue un pintor y escenógrafo francés. 

## Biografía

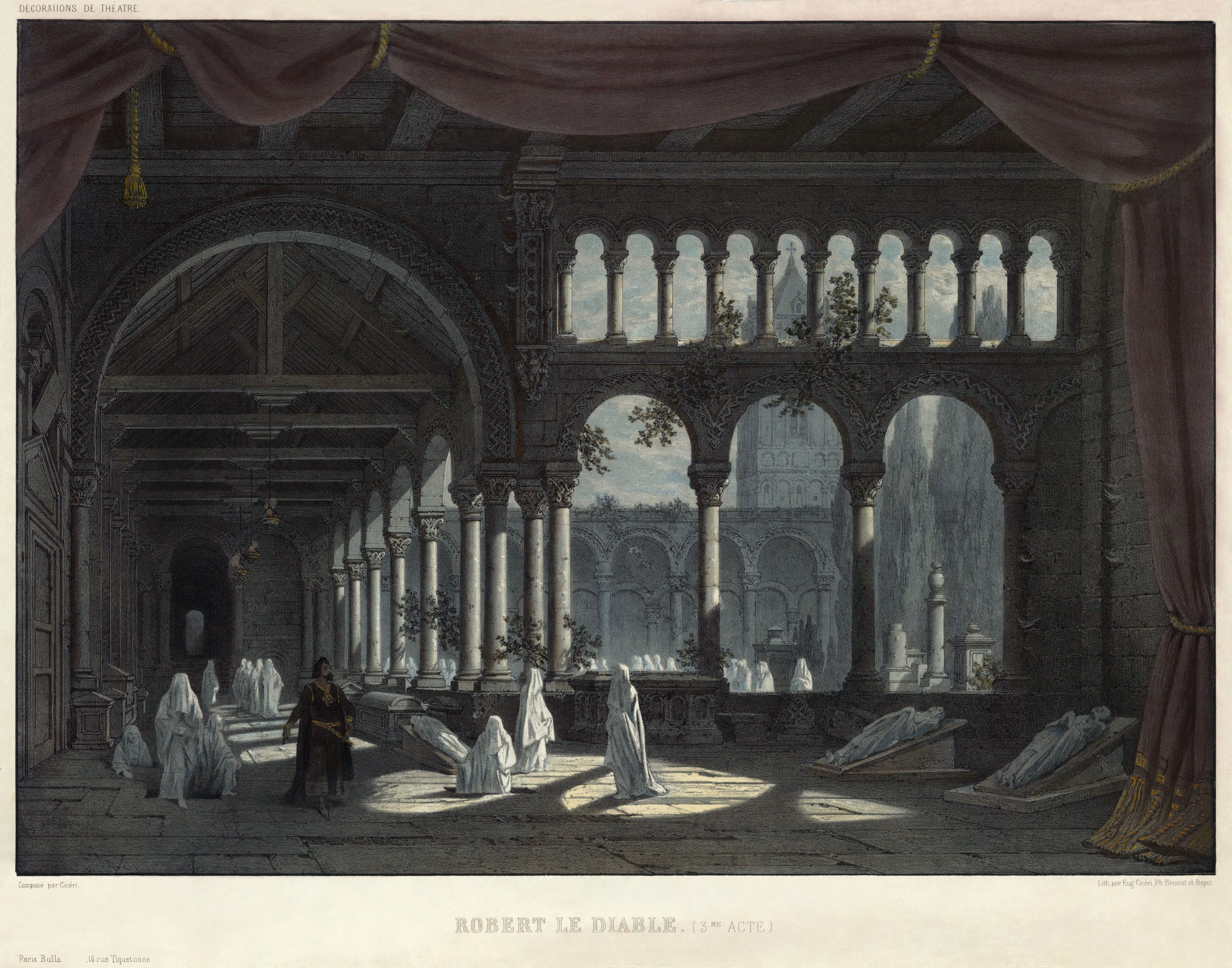
Diseño de decorado para el Ballet de las Monjas de la ópera Robert le diable de Giacomo Meyerbeer (1831)

Fue alumno de Ignazio Eugenio Maria Degotti y Jean-Baptiste Isabey. Trabajó como escenógrafo y director de escena en la Ópera de París, donde destacó por sus efectos tridimensionales y ambientaciones de carácter pictórico, en colaboración en ocasiones con el pionero de la fotografía Louis Daguerre.
Entre sus montajes destacan: Le comte Ory (1828) y Guillaume Tell (1829), de Gioachino Rossini; La muette de Portici (1828), de Daniel-François-Esprit Auber; y Robert le diable (1831), de Giacomo Meyerbeer.
Fue creador de grandes e ingeniosos decorados con las últimas tecnologías de entonces, así como efectos especiales, fuegos artificiales y otras novedades. Inventó un panorama móvil compuesto de un telón que se enrollaba sobre un cilindro y, al desenrollarse, producía efectos de movimiento en la escena. Fue el introductor de la luz de gas en la ópera, en la representación de Aladin ou La lampe merveilleuse de Nicolas Isouard (1822).
Fue caballero de la Legión de Honor, miembro de la Real Academia de Bellas Artes de Dinamarca y de la Orden de la Corona de Westfalia. 